# Juan Forn
Juan Forn (Buenos Aires, 5 de noviembre de 1959 - Mar de las Pampas, 20 de junio de 2021) fue un escritor, periodista, editor, traductor y asesor literario argentino.

## Biografía
Su abuela, nacida en el Reino Unido, y un vecino que durante su adolescencia le prestaba libros en inglés, determinaron su anglofilia. Los autores que tradujo fueron siempre de este idioma.
Cursó sus estudios en el Colegio Cardenal Newman.Su primer libro fue un poemario, aparecido en 1979, pero pronto se convenció de que la poesía no era su género. Viajó a Europa y de regreso comenzó a trabajar en 1980 como editor, primero en Emecé y después Planeta hasta 1995. 
En 1994 fue invitado por el Woodrow Wilson International Center (Washington D. C.) para terminar su novela Frivolidad, que fue publicada en 1995. Posteriormente publicó Puras mentiras.
En 1996 creó el suplemento cultural Radar Libros del diario argentino Página/12, que dirigió hasta 2002. Ese año, un coma pancreático lo tuvo al borde de la muerte. Los médicos le advirtieron que debía parar su intenso ritmo de vida, y se fue a vivir a Villa Gesell, localidad costera a 300 kilómetros de la Ciudad de Buenos Aires, donde residió el resto de su vida. 
Tuvo, desde 2008, una columna semanal, que aparecía los viernes en la contratapa de Página/12. Editó cuatro libros con las crónicas que allí publicó. Tuvo otra sección —La tierra elegida— en la revista literaria colombiana El Malpensante. 
En 2001 Página/12 editó cinco libros de Forn en formato económico.
En 2007 obtuvo el Premio Konex de Platino en la disciplina Periodismo Literario, otorgado por la Fundación Konex, y en 2017 el Diploma al Mérito del mismo premio.
En 2015 editó Los Viernes, una selección de sus contratapas en Página/12. En 2018 fue uno de los entrevistados en el filme documental La boya dirigido por Fernando Spiner.
Falleció en Mar de las Pampas el 20 de junio de 2021 a los 61 años de edad, como consecuencia de un infarto agudo de miocardio.

## Obra

### Novelas
- 1987: Corazones cautivos más arriba (a partir de 2002 reeditada como Corazones)
- 1995: Frivolidad
- 2001: Puras mentiras
- 2007: María Domecq

### Cuentos
- 1991: Nadar de noche
- 1993: Buenos Aires. Una antología de nueva ficción argentina (edición)

### Crónicas
- 2005: La tierra elegida
- 2010: Ningún hombre es una isla
- 2012: El hombre que fue viernes (la edición chilena difiere de la argentina)[10]
- 2021: Yo recordaré por ustedes (selección de sus columnas semanales en el diario argentino Página/12), Tusquets editores, colección Andanzas.

### Otros
- 2015: Los viernes. Tomo uno
- 2015: Los viernes. Tomo dos
- 2016: Los viernes. Tomo tres
- 2018: Cómo me hice viernes
- 2019: Los viernes. Tomo cuatro

## Premios y becas
- 1994: beca del Centro Internacional para Académicos Woodrow Wilson[11]
- 2007: Premio Konex, Diploma al Mérito en Comunicación y Periodismo[11]
- 2007: Premio Konex de Platino en Comunicación y Periodismo[11]
- 2017: Premio Konex, Diploma al Mérito en Comunicación y Periodismo[11]